# Communauté d'agglomération Bassin d'Arcachon Sud
 (janvier 2023).
La communauté d'agglomération du Bassin d'Arcachon Sud, ou en abrégé COBAS, est une communauté d'agglomération française située dans le département de la Gironde, en région Nouvelle-Aquitaine.
Elle fait partiellement partie du parc naturel régional des Landes de Gascogne pour la commune du Teich.

## Historique
La communauté d'agglomération a été créée par un arrêté préfectoral du 7 décembre 2001 transformant un syndicat intercommunal datant de 1948 entre les communes d'Arcachon, de La Teste-de-Buch et de Gujan-Mestras, rejointes, en 1973, par la commune du Teich et dénommé « District Sud Bassin » en 1974.

## Territoire communautaire

### Géographie
Située au sud-ouest  du département de la Gironde, la communauté d'agglomération Bassin d'Arcachon Sud regroupe 4 communes et présente une superficie de 328,8 km2.

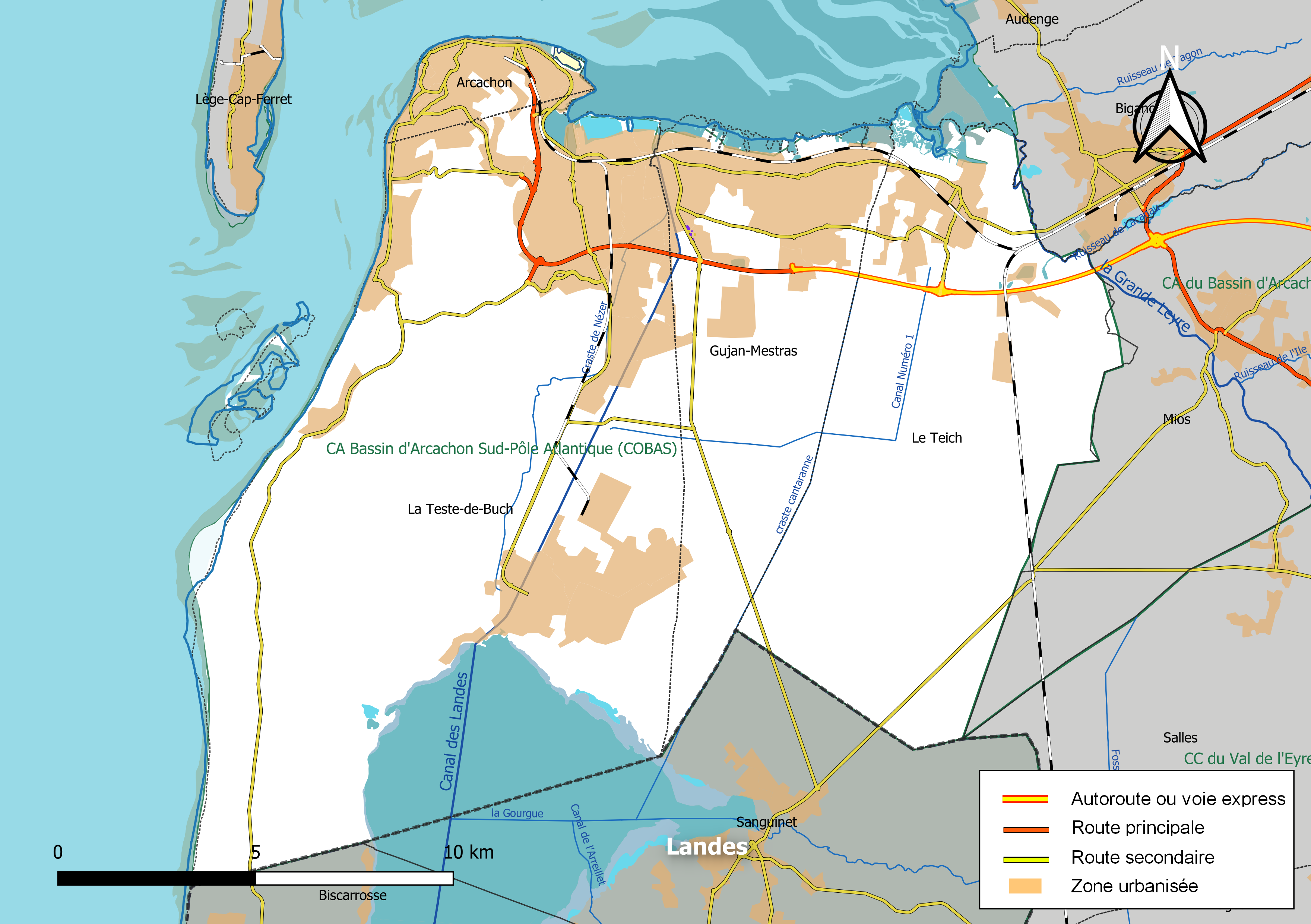
Carte de la COBAS au 1er janvier 2019.

### Composition

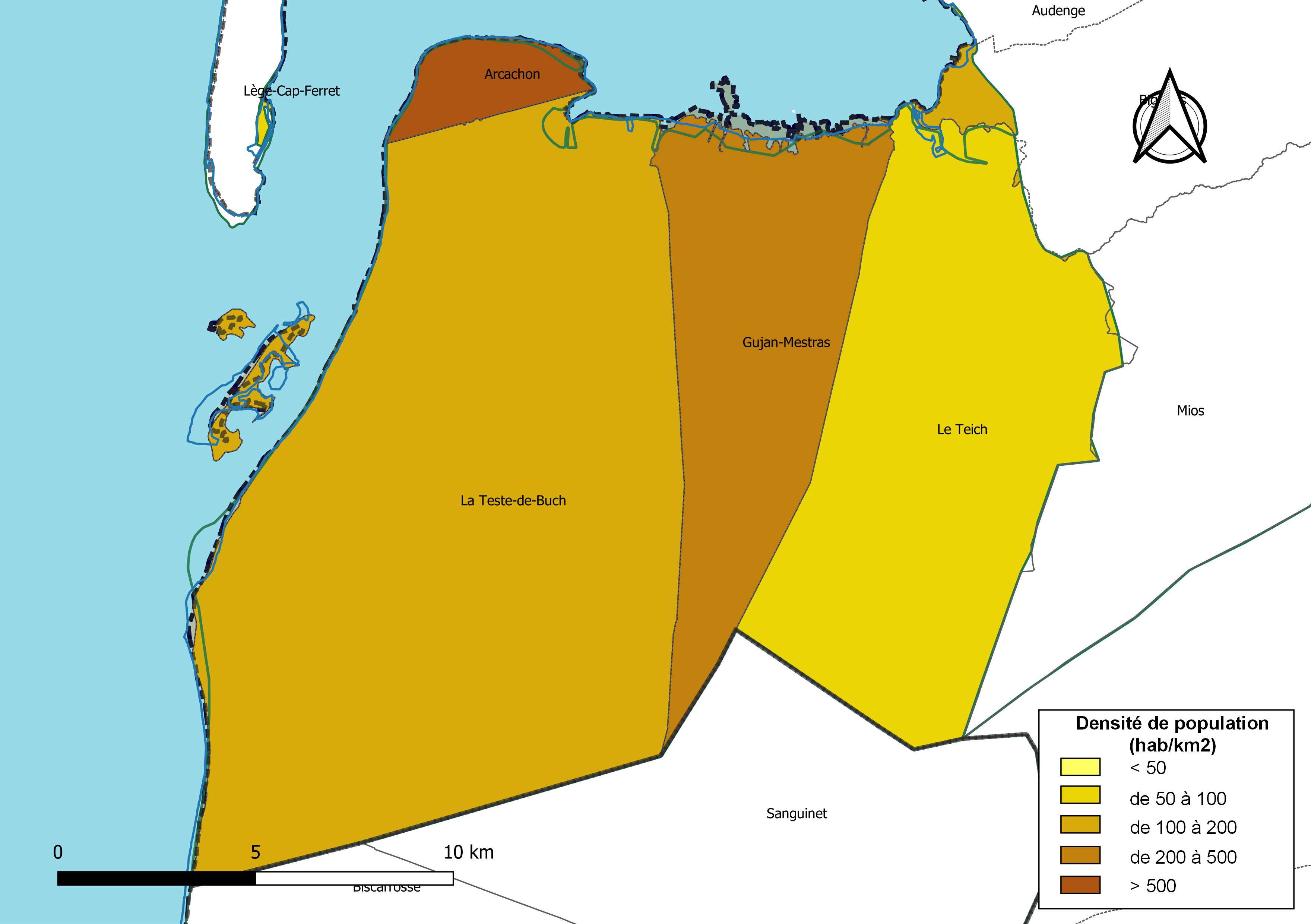
Carte des densités de population (millésimée 2016) des communes de la communauté d'agglomération Bassin d'Arcachon Sud. Composition en communes au 1er janvier 2019.

La communauté d'agglomération est composée des 4 communes suivantes :

| Nom              | Code Insee | Gentilé      | Superficie (km2) | Population (dernière pop. légale) | Densité (hab./km2) |
| ---------------- | ---------- | ------------ | ---------------- | --------------------------------- | ------------------ |
| Arcachon (siège) | 33009      | Arcachonnais | 7,56             | 10 895 (2022)                     | 1 441              |
| Gujan-Mestras    | 33199      | Gujanais     | 53,99            | 22 643 (2022)                     | 419                |
| Le Teich         | 33527      | Teichois     | 87,08            | 9 213 (2022)                      | 106                |
| La Teste-de-Buch | 33529      | Testerins    | 180,2            | 27 141 (2022)                     | 151                |

### Démographie
| 1968   | 1975   | 1982   | 1990   | 1999   | 2006   | 2011   | 2016   | 2022   |
| ------ | ------ | ------ | ------ | ------ | ------ | ------ | ------ | ------ |
| 38 417 | 39 512 | 42 877 | 47 141 | 54 204 | 60 143 | 61 938 | 65 952 | 69 892 |

## Administration

### Siège
Le siège de la communauté d'agglomération est situé à Arcachon.

### Les élus
Le conseil communautaire de la communauté d'agglomération se compose de 44 conseillers, représentant chacune des communes membres et élus pour une durée de six ans.
Ils sont répartis comme suit :
| Nombre de conseillers | Communes         |
| --------------------- | ---------------- |
| 18                    | La Teste-de-Buch |
| 14                    | Gujan-Mestras    |
| 7                     | Arcachon         |
| 5                     | Le Teich         |

### Présidence
À la suite des élections municipales et communautaires de 2020, le conseil communautaire s'est réuni le 10 juillet 2020 et a élu présidente Marie-Hélène des Esgaulx, maire de Gujan-Mestras, ainsi que les douze vice-présidents suivants :
1. Patrick Davet, maire de La Teste-de-Buch, délégué au pacte de gouvernance et à la mutualisation avec les villes,
2. Yves Foulon, maire d'Arcachon, délégué aux relations et partenariats avec les autres collectivités intercommunales,
3. François Deluga, maire du Teich, délégué aux relations avec la région et les départements,
4. Xavier Paris, délégué aux finances et à l’administration générale,
5. Gérard Sagnes, délégué à l’éducation et à la formation,
6. Patrick Beunard, délégué aux travaux et équipements communautaires,
7. Pascal Berillon, délégué à l’habitat et cohésion sociale,
8. André Moustier, délégué aux politiques culturelles et sportives communautaires,
9. Éric Bernard, délégué aux transports, déplacements et intermodalités,
10. Élisabeth Rezer-Sandillon, déléguée à la gestion des déchets, à l’environnement et au développement durable,
11. Sylvie Bansard, déléguée à l’emploi, développement économique et promotion du territoire,
12. Nathalie Delfaud, déléguée à la solidarité, santé et prévention,

et quatre conseillers délégués :
- May Antoun, déléguée aux relations avec les usagers de la COBAS,
- Jean-François Boudigue, délégué au service public de l’eau,
- Évelyne Donzeaud, déléguée à l’accessibilité des personnes handicapées, présidente de la commission d’appel d’offres (CAO),
- Karine Desmoulins, déléguée aux affaires culturelles.

| Période                                  | Période                       | Identité                 | Étiquette        | Qualité |
| ---------------------------------------- | ----------------------------- | ------------------------ | ---------------- | --- |
| 2001                                     | 2008                          | François Deluga          | PS               | Maire du Teich (1989-2023), conseiller régional d'Aquitaine (1998-2001 & 2004–2009), député (1997-2002 & 2008-2012) |
| 2008                                     | juin 2012                     | Yves Foulon              | UMP              | Maire d'Arcachon (2001-), conseiller général (1998-2012), député (2012-2017)                                        |
| juin 2012                                | avril 2014                    | Jean Jacques Éroles      | UMP              | Maire de La Teste-de-Buch (2008-2020), conseiller départemental (2015-2021) du canton de La Teste-de-Buch           |
| avril 2014                               | En cours (au 10 juillet 2020) | Marie-Hélène des Esgaulx | UMP-LR, puis DVD | Maire de Gujan-Mestras (depuis 2006), sénatrice de la Gironde (2008-2017)                                           |
| Les données manquantes sont à compléter. |                               |                          |                  | |

### Compétences

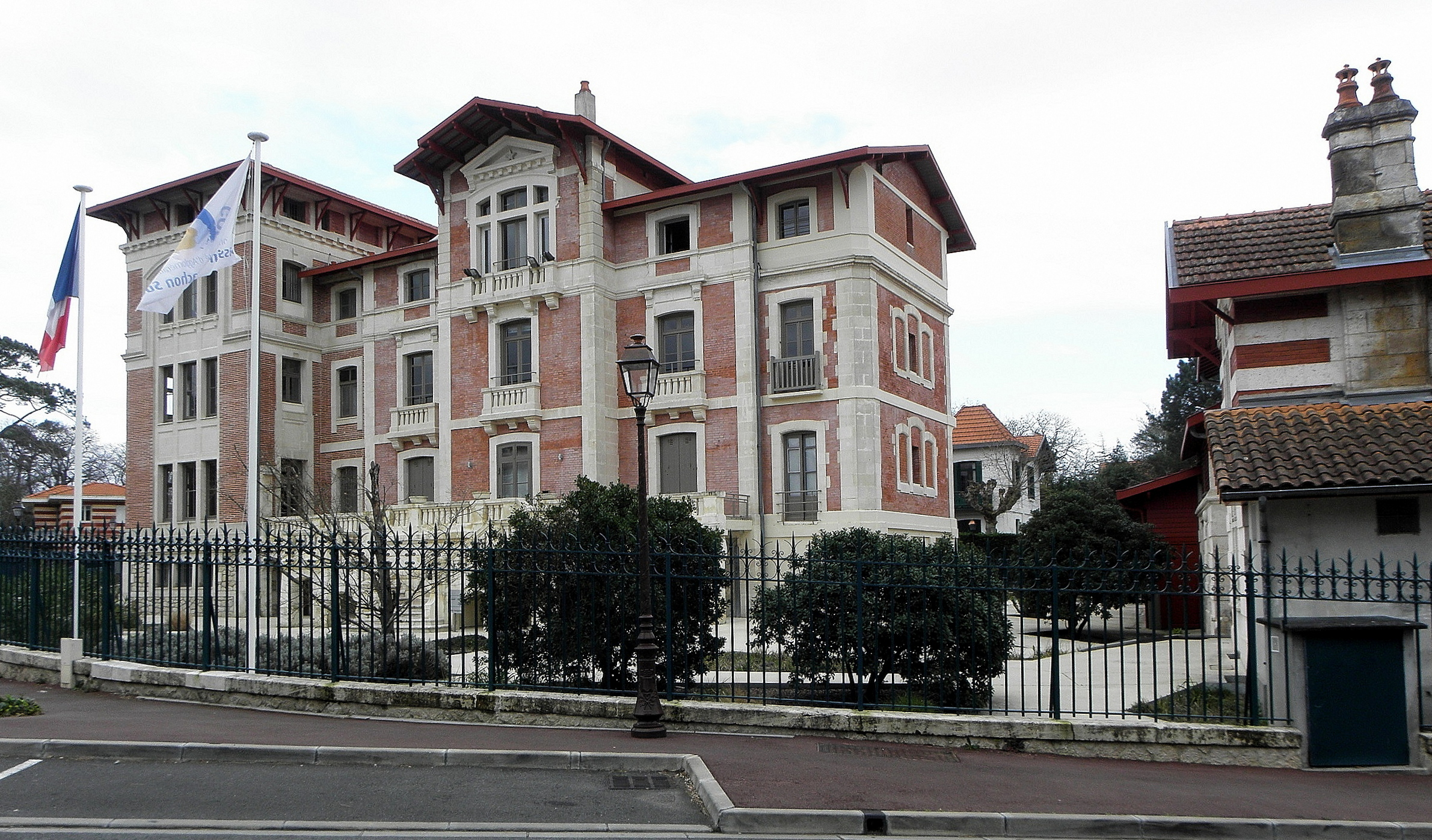
Le siège de la Communauté d'agglomération du Bassin d'Arcachon Sud.

La COBAS exerce douze compétences obligatoires ou optionnelles :
- Transports
- Environnements (gestion des déchets et de l'eau)
- Animation jeunesse
- Développement économique
- Formation
- Développement durable
- Actions sociale
- Construction scolaire
- Habitat
- Sports
- Culture
- Proximité

### Régime fiscal et budget
Le régime fiscal de la communauté d'agglomération est la fiscalité professionnelle unique (FPU).